# Sous-préfecture de Guaianases

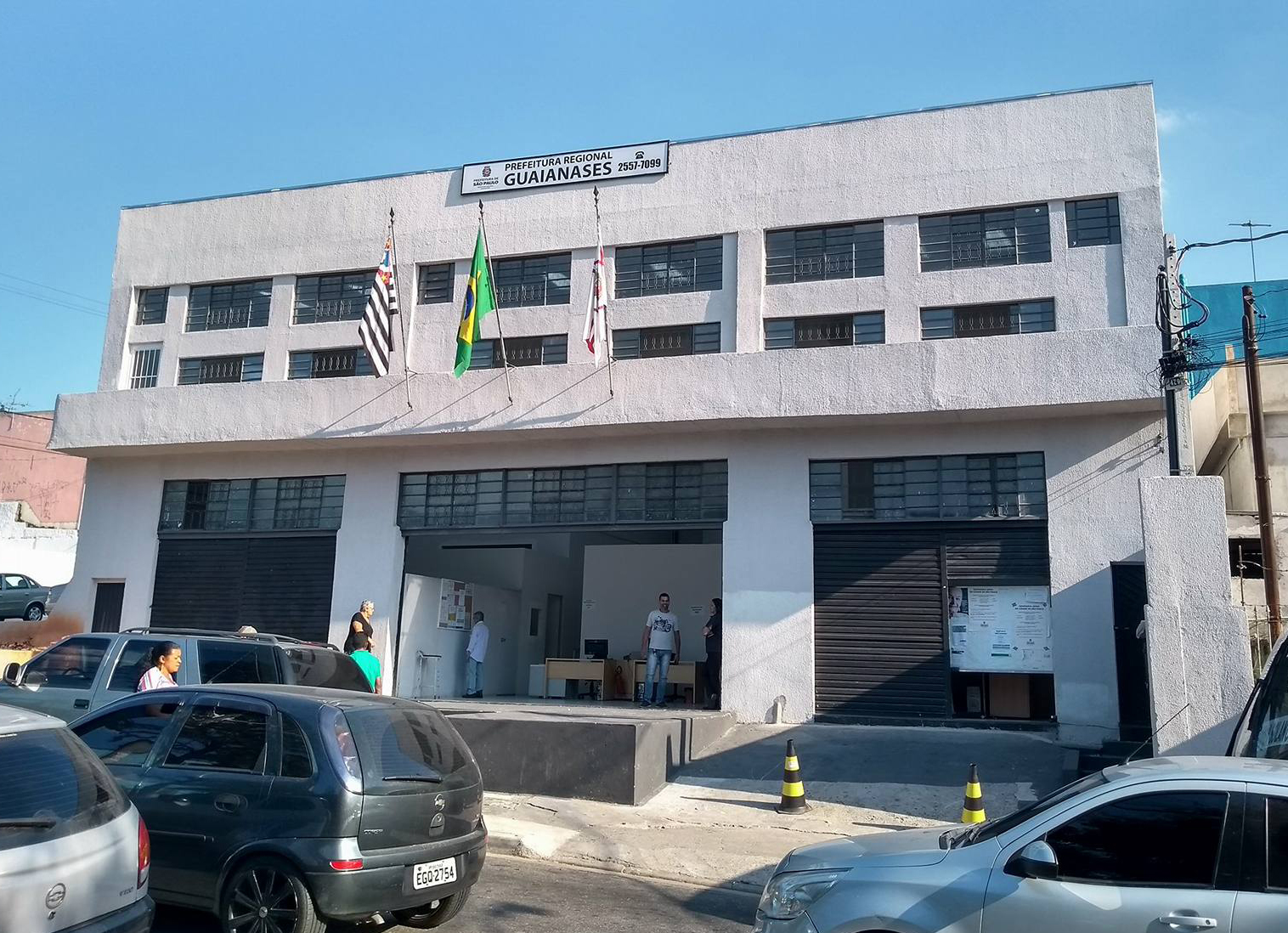
Bâtiment de la sous-préfecture de Guaianases.

La sous-préfecture de Guaianases est régie par la loi n° 13 999 du 1er août 2002 et est l'une des 32 sous-préfectures de la municipalité de São Paulo. Il comprend deux districts : Guaianases et Lajeado, qui représentent ensemble 17,8 km² et habités par plus de 255 000 personnes. L'actuel adjoint au maire de Guaianases est l'ingénieur Guaracy Fontes Monteiro Filho.
Il est situé Rua Hipólito de Camargo, 479 CEP CEP 08410-030 Tel 2392 -1030 São Paulo.
Le nom Guaianases vient de la tribu indigène Tupi, Guaianás qui habitait la région, anciennement connue sous le nom de Campos de Piratininga.

## District de Guaianases
- IDH : 0,756 - moyen (76e)
- Zone: 8,60 km²
- Population: 164 512
- Quartiers principaux : Vila Princesa Isabel, Conjunto Habitacional Juscelino Kubitschek, Guaianases, Jardim São Paulo et Vila Popular
- Principales voies d'accès : Guaianases-Couloir Marginal et Avenue Radial Leste

Guaianases, à l'extrême est de São Paulo, était autrefois identifié comme l'un des quartiers les plus précaires de la ville. La formation du lieu est née d'un village indigène.
Il couvre actuellement 29 districts. Le district compte également le Centre éducatif unifié (CEU) Jambeiro, qui compte trois terrains de sport, deux terrains de football, trois piscines, télécentre et bibliothèque, le Centre devient un club aux week-ends, et rassemble jusqu'à un millier de personnes.
Le district est également desservi par le ligne 11 de la Companhia Paulista de Trens Metropolitanos (CPTM), qui donne accès au Centre-ville de la capitale Paulista et les municipalités de Ferraz de Vasconcelos, Poá, Suzano et Mogi das Cruzes. De plus, il dispose de lignes de bus municipales et interurbaines comme principal moyen de transport.

## District de Lajeado
- IDH : 0,748 - moyen (94e)
- Zone: 9,2 km²
- Population: 185 184
- Principaux quartiers : Jardim Augusta ,Jardim Brigida, Lajeado, Vila Nancy et Parque Guaianases
- Principales routes d'accès : Estrada Lajeado Velho et Rua Dom João Nery.

L'origine du lieu est due à la création du district d'Itaquera, en 1920, rompu du district de São Miguel Paulista, Lajeado est alors devenu une partie de ce district et couvre actuellement environ 25 quartiers.
Le district dispose également d'une unité du Centre éducatif unifié (CEU) composé d'un théâtre d'une capacité de 184 places, d'une bibliothèque, d'un télécentre, de trois piscines, d'un court couvert, d'un court extérieur et d'une salle de sport/danse. De plus, il possède une extension qui propose des cours techniques pour la population.
La région est desservie par le transport fait pour la ligne 11 Corail de la Companhia Paulista de Trens Metropolitanos (CPTM), via la gare de Guaianases, un terminus de bus situé du côté nord de la gare et par les lignes de transport en commun municipales.